# Romanite
La romanite è un minerale non considerato valido dall'IMA perché non è stato sottoposto alla sua approvazione ed i dati sono insufficienti.